# 20 Большой Медведицы
20 Большой Медведицы (лат. 20 Ursae Majoris), HD 80130 — одиночная звезда в созвездии Большой Медведицы на расстоянии приблизительно 790 световых лет (около 243 парсеков) от Солнца. Видимая звёздная величина звезды — +7,53m.

## Характеристики
20 Большой Медведицы — оранжевая звезда спектрального класса K0. Радиус — около 6,04 солнечных, светимость — около 44,97 солнечных. Эффективная температура — около 4765 К.